# Nowosiółki (gmina w powiecie kobryńskim)
Nowosiółki – dawna gmina wiejska istniejąca do 1939 roku w woj. poleskim (obecnie na Białorusi). Siedzibą władz gminy były Nowosiółki.
W okresie międzywojennym gmina Nowosiółki należała do powiatu kobryńskiego w woj. poleskim. 12 kwietnia 1928 roku do gminy Nowosiółki przyłączono część obszaru gminy Wielkoryta. 18 kwietnia 1928 roku do gminy przyłączono części zniesionej gminy Błoty; równocześnie część obszaru gminy Nowosiółki weszła w skład nowo utworzonej gminy Kobryń.
Po wojnie obszar gminy Nowosiółki wszedł w struktury administracyjne Związku Radzieckiego.
Zobacz też: gmina Nowosiółki Dydyńskie.